# Swagga Like Us
Singles par T.I.
Wish You Would
(2008) Live Your Life
(2008)
Singles par Jay-Z
I Know
(2008) Jockin' Jay-Z
(2008)
Singles par Kanye West
Stay Up! (Viagra)
(2008) Plastic
(2008)
Singles par Lil Wayne
Official Girl
(2008) Mrs. Officer
(2008)
Swagga Like Us est une chanson du rappeur T.I. en featuring avec Kanye West, Jay-Z et Lil Wayne. C'est le second single du 6e album de T.I., Paper Trail, sorti en septembre 2008.

## The Blueprint 3
Ce morceau devait également être inclus sur le 11e album de Jay-Z, The Blueprint 3. Jay-Z avait même avancé l'idée d'un "Swagger Like Us Pt. 2" avec des artistes comme André 3000, Young Jeezy, Rick Ross et Nas.

## Sample
"Swagga Like Us" contient un sample vocal du titre "Paper Planes" de la chanteuse britannique M.I.A. (« No one on the corner has swagga like us... »).

## Autres versions
À la suite de l'engouement autour du morceau, de nombreuses versions ont été enregistrées par d'autres artistes :
- P. Diddy en a fait un freestyle appelé « Swagger Like Puff » avec Cassie.
- Trey Songz a fait son "Swagga Like Songz".
- Jim Jones a enregistré "Jackin' Swagger from Us" avec Juelz Santana et Lil Wayne
- Rohff a fait un freestyle de 33 min dont il inclut l'Instrumental de Swagga Like Us.
- On peut également citer Twista, Young Hot Rod, Tony Yayo ou encore Chamillionaire.

## Clip vidéo
Il n'y a pas de clip de "Swagga Like Us" à ce jour mais T.I. a déclaré vouloir réunir les 3 autres rappeurs pour en tourner un...

## Charts
| Chart (2008)                         | Meilleure place |
| ------------------------------------ | --------------- |
| Canadian Hot 100                     | 19              |
| Meilleurs singles téléchargés        | 10              |
| U.S. Billboard Hot 100               | 5               |
| U.S. Billboard Pop 100               | 19              |
| U.S. Billboard Hot R&B/Hip-Hop Songs | 11              |
| U.S. Billboard Hot Rap Tracks        | 5               |
| UK Singles Chart                     | 33              |
| Sverigetopplistan                    | 16              |